# Итау-ди-Минас
Итау-ди-Минас (порт. Itaú de Minas) — муниципалитет в Бразилии, входит в штат Минас-Жерайс. Составная часть мезорегиона Юг и юго-запад штата Минас-Жерайс. Входит в экономико-статистический микрорегион Пасус. Население составляет 15 715 человек на 2006 год. Занимает площадь 154,015 км². Плотность населения — 102,0 чел./км².
Праздник города — 11 сентября.

## История
Город основан 11 сентября 1987 года. 

## Статистика
- Валовой внутренний продукт на 2003 год составляет 288 239 084,00 реалов (данные: Бразильский институт географии и статистики).
- Валовой внутренний продукт на душу населения на 2003 год составляет 19 492,74 реалов (данные: Бразильский институт географии и статистики).
- Индекс развития человеческого потенциала на 2000 год составляет 0,796 (данные: Программа развития ООН).

## География
Климат местности: тропический.